# Café Racers & Superbikes Duu
La Duu est un modèle de motocyclette du constructeur italien Café Racers & Superbikes.
Le premier prototype de la Duu est présenté lors du salon de la moto de Milan en novembre 2009. Mais il faut attendre l'année suivante pour que la version de série apparaisse, toujours lors du salon de Milan.
Le moteur bicylindre en V ouvert à 56° provient du constructeur américain S&S. C'est le modèle X-Wedge (commémorant les cinquante ans du motoriste) qui est choisi. Il développe une puissance modeste par rapport à la cylindrée de 95 ch à 5 100 tr/min. Néanmoins, l'importante cylindrée du moteur (1 916 cm3) profite au couple puisque CR&S annonce 15 mkg dès 4 300 tr/min.
Ce moteur est couplé à une boîte de vitesses à cinq rapports. Une boîte à six vitesses est disponible en option contre 1 076,4 €.
Le cadre est de type poutre, il sert de réservoir d'essence. Comme le monobras oscillant, il est réalisé en acier inoxydable.
Le freinage est assuré à l'avant par deux disques flottants type wave de 320 mm de diamètre mordus par des étriers radiaux à quatre pistons, tandis que le frein arrière n'est composé que d'un disque de 260 mm avec un étrier flottant double piston.
La puissance est transmise au sol via un pneu de 190 mm de large.
La Duu est disponible au choix en version une ou deux places, respectivement appelées Deperlù (Solitaire) et Conlatusa (Passager). Elles sont vendues 22 724 € et 24 757,20 €.